# Кастанието Кардучи
Кастаниѐто Карду̀чи (на италиански: Castagneto Carducci) е град и община в Централна Италия, провинция Ливорно, регион Тоскана. Разположен е на 194 m надморска височина. Населението на общината е 9087 души (към 2018 г.).
Общината има името „Кардучи“, заради италианския поет Джозуе Кардучи, който е живял тук.